# Очаул (деревня)
Очаул (Очеуль) — опустевший населённый пункт в Качугском районе Иркутской области.

## География
Населённый пункт располагался примерно в 1,4 км северо-восточнее озера Очаул на реке Малая Анга посреди равнинной местности, покрытой болотами, кустарником и лесом, с множеством небольших озёр. Через деревню проходил автозимник.

## История
Основателями деревни были буряты. В районе бывшего населённого пункта и поныне существуют урочища, названные бурятскими именами, например Быжей, Бербилек.
В период Гражданской войны через населённый пункт проходили войска Белой армии, преследуемые отрядом Нестора Каландаришвили. В результате противостояния более 30 солдат Белой армии были убиты и похоронены в окрестностях деревни.
В 1930 году в Очауле была образована, которая три месяца спустя прекратила своё существование. В это время в населённом пункте функционировала семилетняя школа, позже перенесённая в село Бутаково. В Очауле осталась только начальная школа.
Жители деревни работали на трудодни: 1 трудодень — 0,10 — 0,20 копеек в зависимости от урожая.
10 июля 1950 года колхозы «Берия» и «Путь октября» были объединены в колхоз «Путь коммуны» (д. Большой Улун).
Населённый пункт перестал существовать примерно в 1963-1964 годах.